# Ager Romanus

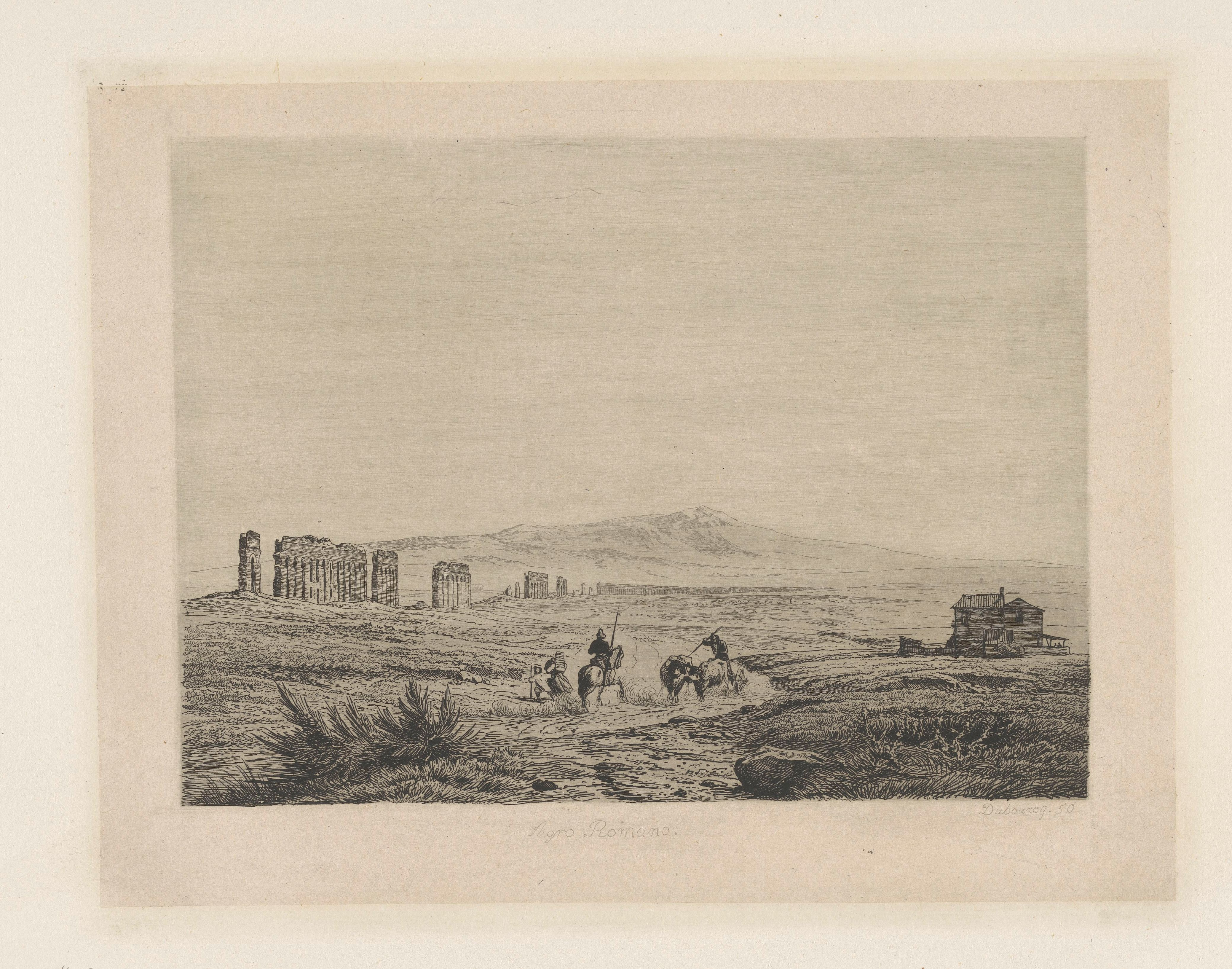
Agro Romano, un grabado de 1850 de origen neerlandés. Un jinete y un campesino con un carro de bueyes en la llanura abierta cerca de los restos de un acueducto romano a la izquierda, y a la derecha una casa.

El Ager Romanus (“campo romano” en castellano), en la Antigua Roma, designaba el territorio rural en torno a la ciudad de Roma. No recibió modificación durante largo tiempo, permaneciendo así de propiedad civil (dominium ex jure Quiritium). Algunos autores también han aplicado este concepto a las tierras conquistadas, bastante lejanas de la ciudad, pero nunca a las situadas fuera de Italia. 
Política e históricamente, el Ager Romanus se incluyó dentro del área de influencia del gobierno municipal de Roma. Al sur limita con los montes Prenestinos, los montes Albanos y las llanuras pontinas, al oeste con el mar Tirreno, al norte con las colinas que rodean el lago de Bracciano y al este por los montes Tiburtinos.

## ElAger Romanusy el territorio de Roma
Según Varrón, el Ager Romanus incluía todo el terreno que había sido dividido por Rómulo entre las tres tribus primitivas. Sin embargo, originalmente habría existido otra división local: las siete colinas indicadas por Varrón —llamadas Septimontium— habrían formado el Ager Romanus, dividido más tarde por Servio Tulio entre las tribus locales. La ciudad, a su vez, también fue dividida tempranamente en cuatro regiones llamadas: Suburrana, Exquilina, Coltina y Palatina. El Capitolio no aparecía en esta división por algún motivo que se ignora; el Aventino todavía estaba deshabitado y el Velabro era una zona pantanosa. Estas regiones contenían el antiguo Septimontium al que se le habría sumado el Viminal y el Quirinal, pero aún no abarcaba la zona de los barrios. Entre estas divisiones administrativas se encontraba la diferencia entre las tres tribus primitivas, Ramnes, Tities y Luceres.  
Cada tribu tenía su propio territorio, no solo en la ciudad, sino también en el campo. El territorio de cada una se subdividía en diez curias. Cada territorio asignado a una curia se dividía en pagi, que probablemente pertenecía a décadas o contuberniums y gentes.

## La propiedad delAger Romanus
Según Dionisio de Halicarnaso, el Ager Romanus estaba originalmente repartido en tres partes:
- Ager regius: asignado al mantenimiento de la monarquía y al culto público.
- Ager publicus: que servía para pasto.
- Ager privatus: compuesto por lotes distribuidos entre las familias patricias.

Este último proceso fue para la primera tribu, dividido en diez lotes distribuidos entre las diez curias. Cada lote contenía 200 jugera de tierra cultivable y se denominaba centuria (ager centuriatus), ya que se distribuía entre cien jefes de familia, con lo que cada uno tendría dos arpents.
Ha resultado difícil datar la fecha de una verdadera organización de la propiedad individual. Se ha pensado que el Estado se reservaba el dominio directo sobre el conjunto del territorio, y no habría concedido a los particulares más que un derecho de disfrute. Pero lo más probable es que se tratara de una comunidad familiar, que afectara la propiedad al culto a los ancestros, dejando únicamente el uso a la familia, bajo la dirección del jefe. Este sistema, que está más de acuerdo con el sistema social que se ha mantenido en el Indo desde hace más de cuatro mil años, puede deberse al origen indoeuropeo de los romanos y a la continuación de sus costumbres. Dionisio de Halicarnaso, sugiere en sus escritos que la propiedad fue repartida por gens y los beneficios repartidos entre los individuos.
El sistema de división adoptado para la tribu primitiva de los Ramnes, atribuido a Rómulo, se repitió con las otras dos tribus, ya sea porque fueron anexados con su propio territorio o porque obtuvieron un territorio formado por tierras conquistadas. En todos los casos, el ager experimentó la misma división en tres grandes partes. Se han encontrado rastros de esto en un período muy posterior, y en la fundación de colonias, como una tradición a seguir.